# Leonid Gólikov
Leonid «Liona» Aleksándrovich Gólikov (en ruso: Леони́д Алекса́ндрович Го́ликов; Luchino,17 de junio de 1926 - Ostraya Luka, 24 de enero de 1943) fue un partisano soviético, miembro de la organización de pioneros Vladímir Lenin y Héroe de la Unión Soviética, una de las personas más jóvenes en recibir tan alta distinción, título que recibió por sus heroicas acciones como partisano durante la Segunda Guerra Mundial. 

## Biografía
Lionia Gólikov nació el 17 de junio de 1926 en la pequeña localidad rural de Luchino, óblast de Nóvgorod, en el seno de una familia rusa de clase trabajadora. Debido a la precaria situación económica de su familia, sólo completó siete cursos en la escuela local (según algunas fuentes, cinco grados). Después trabajó en una fábrica de madera contrachapada en Stáraya Rusa.
Después de la invasión alemana de la Unión Soviética, Gólikov fue explorador del 67.º Destacamento de la 4.ª Brigada Partisana de Leningrado, que operaba en las regiones de Nóvgorod y Pskov. Participó en 27 operaciones militares y se distinguió en la toma de las guarniciones alemanas en las aldeas de Aprosovo, Sosnitsa y Sever. Además participó directamente en la destrucción de dos puentes ferroviarios y de doce tramos de vías de ferrocarril, también tomó parte en la destrucción de dos almacenes de alimentos y forraje y de diez vehículos de municiones.
El 13 de agosto de 1942, mientras regresaba de una misión de reconocimiento por la carretera Luga-Pskov, cerca de la aldea de Varnitsa, en el raión de Strugokrasnensky, atacó el coche en el que viajaba el mayor general de las Tropas de Ingeniería, Richard von Wirtz y se incautó de un maletín con documentos. Entre ellos se encontraban planos y descripciones de nuevas muestras de minas alemanas, informes de inspección al alto mando y otros documentos militares importantes.
La noche del 24 de enero de 1943, Gólikov y otros veintiséis partisanos llegaron a la aldea de Ostraya Luka (en el óblast de Pskov) y ocuparon las tres cabañas exteriores sin descubrir nada sospechoso. Sin embargo, por la noche fueron atacados por soldados alemanes, en el subsiguiente combate murieron todos los combatientes de la brigada partisana incluido Gólikov. Fue enterrado en su aldea natal de Luchino en el óblast de Nóvgorod.
El 2 de abril de 1944, por Decreto del Presídium del Sóviet Supremo de la URSS, «por el cumplimiento ejemplar de las tareas de mando y su valentía y heroísmo demostrados en las batallas contra los invasores nazis», Leonid Gólikov recibió póstumamente el título de Héroe de la Unión Soviética junto con la Orden de Lenin y la medalla de la Estrella de Oro.

## Condecoraciones
|  | Héroe de la Unión Soviética (2 de abril de 1944)       |
|  | Orden de Lenin (2 de abril de 1944)                    |
|  | Orden de la Bandera Roja (13 de enero de 1942)         |
|  | Medalla al Partisano de la Guerra Patria de 2.do grado |
|  | Medalla al Valor (30 de julio de 1942)                 |

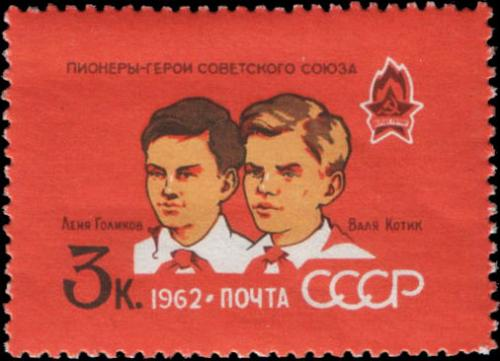
Sello de correos soviético de 1962 que muestra a dos de los pioneros-héroes de la Unión Soviética: Leonid Gólikov y Valentín Kótik

Además se erigieron monumentos en su recuerdo en Veliki Nóvgorod frente al edificio de la Administración de la ciudad y en el parque cerca del Hotel Volkhov, así como en Moscú en el Centro Panruso de Exposiciones (VDNKh). Varias calles en Veliki Nóvgorod y San Petersburgo llevan su nombre.